# Jerome Hill
Jerome Hill (* 2. März 1905 in St. Paul, Minnesota; † 21. November 1972 in New York City) war ein US-amerikanischer Maler, Filmemacher, Produzent, Komponist, Kunstförderer und Philanthrop.
Besondere Bedeutung erlangte Hill als Mäzen. Er war Angehöriger der schwerreichen „Eisenbahndynastie“ von St. Paul und Miterbe des Vermögens von James J. Hill, seines Großvaters. Sein Vater besaß Bilder von Camille Corot, Henri Rousseau und Eugène Delacroix, und schon als Kind nahm Jerome Malunterricht. Ende der 1920er Jahre erwarb er ein Haus in Cassis (Frankreich), wo er den größten Teil seines Lebens verbrachte. Hier malte er im Lauf der Jahre über 300 Bilder und begann Filme zu drehen. Der Schwerpunkt seines filmischen Schaffens lag auf der biographischen Dokumentation. Nach dem Kriegsdienst im Zweiten Weltkrieg schuf er 1950 als ersten selbst produzierten Film ein Porträt der bekannten naiven Malerin Grandma Moses, dem 1957 die mit dem Academy Award ("Oscar") ausgezeichnete Dokumentation über den Arzt und Friedensnobelpreisträger Albert Schweitzer folgte. 1961 drehte er mit The Sand Castle einen von Ideen des Psychoanalytikers Carl Gustav Jung inspirierten Spielfilm. (Das Projekt eines Porträts C. G. Jungs blieb unvollendet. 1950 dafür gedrehtes Material edierte Jonas Mekas nach Hills Tod und veröffentlichte es 1991 unter dem Titel Carl G. Jung or Lapis Philosophorum.) Am bekanntesten ist heute noch das autobiographische Film Portrait von 1972, das als eines der wenigen nationalen Filmdokumente des National Film Registry in der Library of Congress (Washington, D.C.) aufbewahrt wird.
Im Lauf der 1960er und 1970er Jahre richtete Hill mehrere Stiftungsfonds zur Förderung der Künste ein. Die heute noch bestehenden Avon Foundation (Jerome Foundation) und die Camargo Foundation unterstützen Künstler, Schüler und nichtkommerzielle Kunstvereine. Einen Namen machte er sich als Förderer der Film-Makers' Cooperative in New York und als Freund und Förderer des Fluxus-Künstlers George Maciunas, mit dem zusammen er den Ruf SoHos als Künstlerviertel begründete.

## Filmografie (Auswahl)
- 1932: La Cartomancienne
- 1938: Ski Flight
- 1950: Grandma Moses
- 1957: Albert Schweitzer
- 1961: The Sand Castle
- 1964: Open the Door and See All the People
- 1972: Film Portrait